# Áustria nos Jogos Olímpicos de Inverno de 1964
A Áustria mandou 83 competidores que disputaram dez modalidades nos Jogos Olímpicos de Inverno de 1964, em Innsbruck, na Áustria. A delegação conquistou 12 medalhas no total, sendo quatro de ouro, cinco de prata, e três de bronze.